# Csernyivci zsinagóga

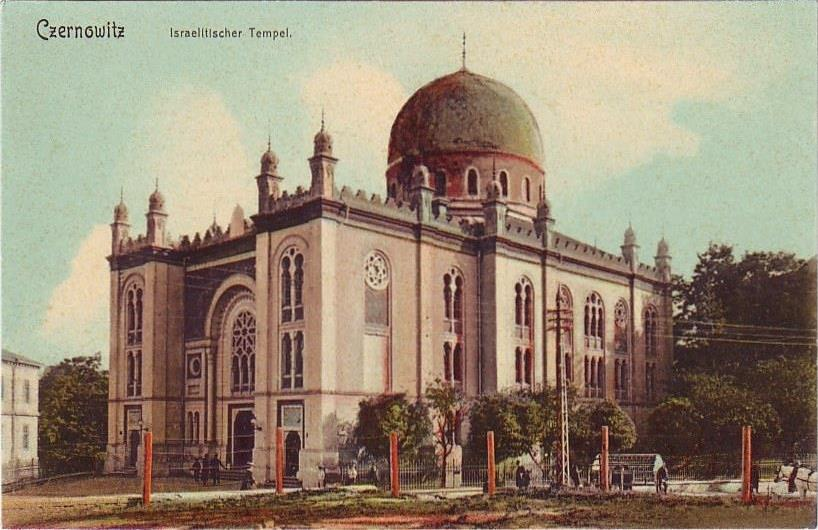
Csernyivci zsinagóga (képeslap)

A Csernyivci zsinagóga (románul: Templul din Cernăuți) 1873 és 1878 között mór stílusban épült Julian Zachariewicz (1837–1898) lengyel építész tervei alapján. Csernyivci mint Bukovina fővárosa ekkor az Osztrák–Magyar Monarchiához tartozott. A városnak 40 zsinagógája (imaháza) volt. Ma a város Ukrajna nyugati részén található.
Csernyivcit 1918-ban Románia annektálta, majd a második világháború idején a Szovjetunió része lett a Molotov–Ribbentrop-paktum eredményeként. Az izraelita templomot a szovjet kormány elkobozta és 1940-ben bezárta. 1941-ben a román csapatok végül visszafoglalták a szovjetek által megszállt területet – a templomot ezután német és román katonák felgyújtották. A külső falakat 1959-ben felhasználták az épület részleges rekonstrukciójához és a "Zsovteny" (Október) nevű mozivá történő átalakításhoz. Ma már nincs az épületnek kupolája, és alig emlékeztet a korábbi templomra.

## Története

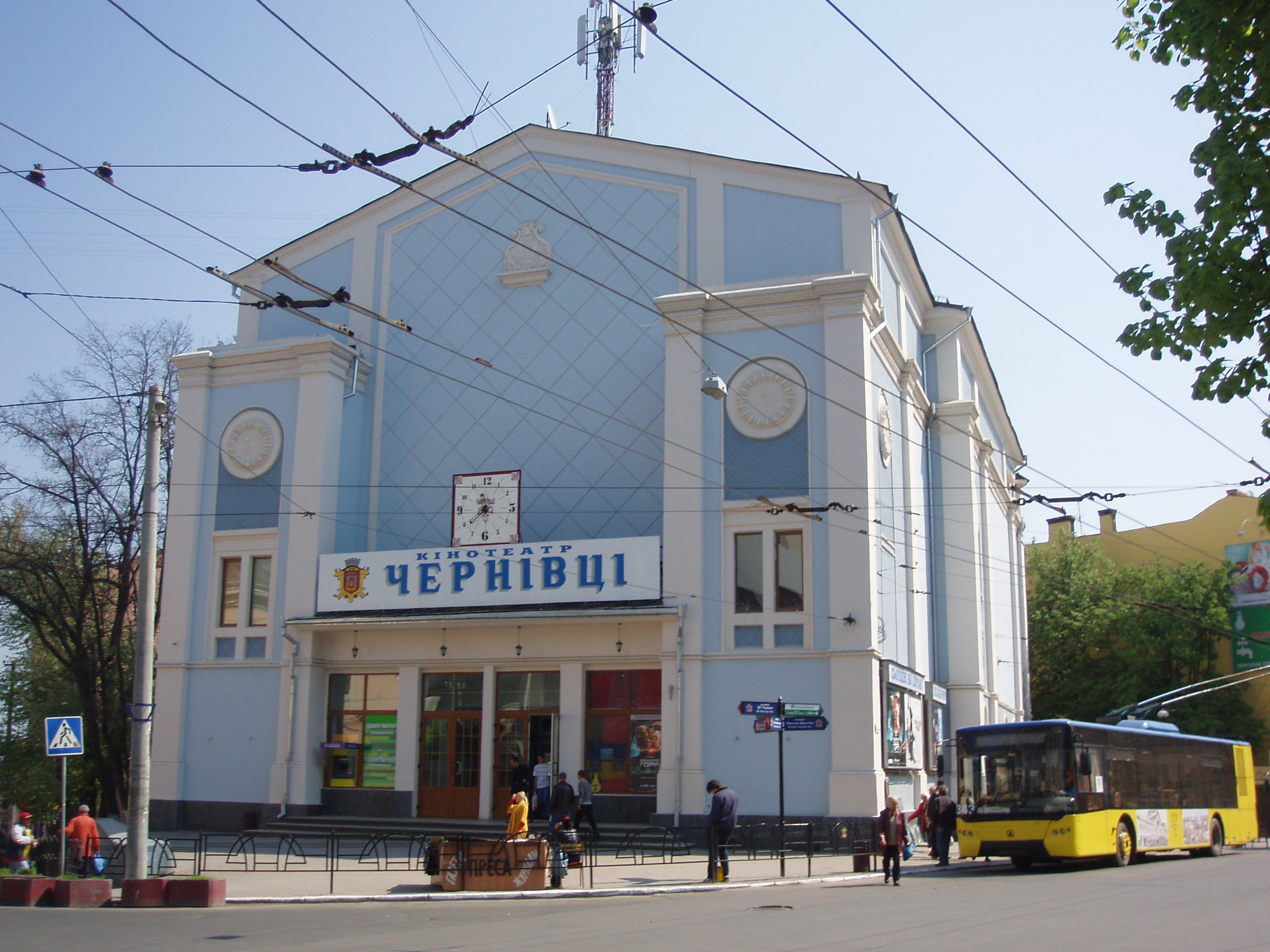
A mai "Csernyivci" mozi a zsinagóga maradványaiból

Franz von Schmück, a Bukovinai Hercegség elnöke 1857-ben zsinagóga építését javasolta a zsidó közösség számára. Ezután összegyűjtöttek egy nagyobb pénzösszeget, de az ötletet gyorsan elvetették.
1872-ben Csernyivci város zsidó lakossága két csoportra oszlott: a reformzsidókra Eliezer Elijah Igel rabbi vezetésével és az ortodoxokra Benjamin Arie Weiss rabbi vezetésével. 1875-ben a két csoport újra egy közösséget alkotott, belső frakciókkal.
A reformzsidók gazdagabb csoportja úgy döntött, hogy zsinagógát építtet, és Julian Zachariewicz lengyel építészhez, a Lembergi Nemzeti Műszaki Egyetem professzorához fordult. 1873. május 8-án tették le az alapkövet és az épület felavatására 1877. szeptember 4-én került sor.
A zsidó közösség ekkor kompromisszumot kötött: a liturgiát nem sikerült teljesen megreformálni; volt kántor és kórus, de orgona nem. A rabbi német nyelven prédikált, és a Tóra felolvasása során a hívőkhöz fordult, nem a szentély (Aron ha-Qodesch) irányába.
1867-ben a bukovinai zsidók elérték teljes emancipációjukat és sok zsidó úgy döntött, hogy részt vesz a helyi és országos politikában. A város két polgármestere és az egyetem öt rektora is zsidó származású volt. A zsidók fontos pozíciókat foglaltak el a város gazdasági, társadalmi és kulturális területein. Amikor I. Ferenc József császár 1880-ban Jom kippur ünnepén meglátogatta a várost, a zsinagógába is eljutott.
1880-ban Csernyivci 45 600 lakosából 14 449 volt zsidó, vagyis a lakosság 31,7%-a;  1890-ben 17 359 zsidó, 1900-ban 21 587, 1910-ben 28 613 fő, 32,8 százalék, 1919-ben pedig már a lakosság 41,7%-a, ami 43 701 fő. A városban, de főleg a falvakban és kisvárosokban a zsidó lakosság többsége jiddisül beszélt és betartotta az ortodox hagyományokat, csak a művelt elit beszélt németül és gyakorolta a megreformált rítust.
Az ismert tenor, Joseph Schmidt (1904–1942) a zsinagóga samesze (templomszolga) volt, és gyermekkorában énekelt a kórusában is, majd később kántor lett.
Miután Bukovina északi részét és annak legfontosabb városát, Csernyivcit a Szovjetunió annektálta, a zsinagógát a szovjet kormány 1940-ben elkobozta és bezárta. 1941. július 4-én a német és román csapatok vették át a város uralmát, az Einsatzkommando 10b kíséretében. A zsinagógát a németek és román szövetségeseik felgyújtották, csak a külső falak maradtak meg. Ugyanezen a napon körülbelül 2-3000 zsidót gyilkoltak meg, köztük Abraham Jakob Mark főrabbit, kórusvezetőt és a közösség vezetőjét. Négy tömegsírba temették őket a zsidó temetőben. A zsidó lakosság többi részét Transznisztriába deportálták, ahol kétharmadukat megölték. A háború után a túlélők többsége nem tért vissza Csernyivcibe; Romániában telepedtek le vagy Izraelbe alijáztak.
1959-ben a romokat újra felhasználták a „Zsovteny” (Október) mozi (amelyet később „Csernyivci” névre kereszteltek) építéséhez. A mozi mindazonáltal alig hasonlít az eredeti épületre.

## Építészete

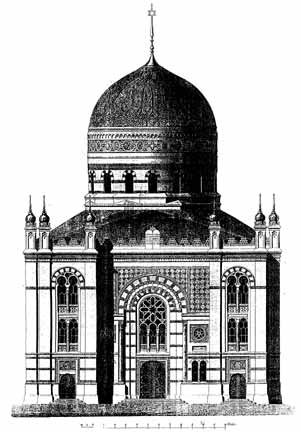
A nyugati homlokzat terve

A zsidó közösség pontos utasításokat adott Zachariewicz építésznek: a zsinagógának kelet felé kell néznie, és minden hívőnek látnia kell helyéről a szentélyt és a bimát. Az építkezés során a gyülekezet megváltoztatta elképzeléseit az imaterem mennyezetéről. Úgy döntöttek, hogy az imaterem fából készült mennyezete helyett kupola legyen, középen egy kisebb üveg fényáteresztő kupolával. Ezekhez az építkezés megkezdése után kért változtatásokhoz masszívabb oszlopokra és vastagabb falakra volt szükség.

## Leírása

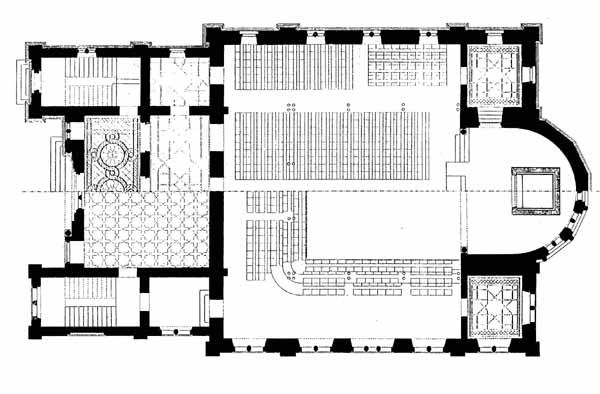
A földszint és az első emelet terve

A mór stílusban épült zsinagóga egy elszigetelt épület volt egy utcakereszteződésben. A kétszintes épület két részből állt: a nyugati rész előcsarnokokkal, lépcsőkkel és irodákkal, a keleti részén pedig az apszissal ellátott imaterem volt a nagy kupola felett. Az épület nyugatról keletre tájolt: a főhomlokzat a bejárattal nyugaton van, az apszis, ahol a szentély volt, ezért kelet felé nézett. A férfiak a földszinten ültek a központi imateremben, míg a nők a második emeleti erkélyeken a terem nyugati, északi és déli részén.
Az épület 39 méter hosszú és 24 méter széles volt, a kupolával együtt elérte a 39 méteres magasságot. Amikor 1959-ben a falakat újból felhasználták, és az épületet mozivá alakították át, a kupolát nem építették újjá; helyét ferde tetővel és oromzattal látták el.

## Fordítás
- Ez a szócikk részben vagy egészben  az   Israelitischer Tempel Czernowitz című német Wikipédia-szócikk ezen változatának fordításán alapul.  Az eredeti cikk szerkesztőit annak laptörténete sorolja fel. Ez a jelzés csupán a megfogalmazás eredetét és a szerzői jogokat jelzi, nem szolgál a cikkben szereplő információk forrásmegjelöléseként.